# Стоберна (Ряшівський повіт)
Стоберна (пол. Stobierna) — село в Польщі, у гміні Тшебовнисько Ряшівського повіту Підкарпатського воєводства.
Населення — 3027 осіб (2011).
У 1975—1998 роках село належало до Ряшівського воєводства.

## Демографія
Демографічна структура станом на 31 березня 2011 року:
|          | Загалом | Допрацездатний вік | Працездатний вік | Постпрацездатний вік |
| -------- | ------- | ------------------ | ---------------- | -------------------- |
| Чоловіки | 1486    | 379                | 978              | 129                  |
| Жінки    | 1541    | 334                | 933              | 274                  |
| Разом    | 3027    | 713                | 1911             | 403                  |

## Відомі люди
- Людвік Набєляк (1804—1883) — польський політик, поет, літературний критик, історик, інженер з гірничих робіт.